# Seiichi Uchikawa
Seiichi Uchikawa (内川聖一?, Uchikawa Seiichi; Ōita, 4 agosto 1982) è un giocatore di baseball giapponese.
Fu scelto dagli Yokohama BayStars al 1º giro nel Draft della Nippon Professional Baseball nel 2000.

## Statistiche

### Nippon Professional Baseball
| Stagione             | Squadra                | G    | AP   | AB   | R   | H    | 2B  | 3B | HR  | TB   | RBI | SB | CS | SH | SF | BB  | IBB | HBP | SO  | DP  | AVG  | OBP  | SLG  | OPS  |
| -------------------- | ---------------------- | ---- | ---- | ---- | --- | ---- | --- | -- | --- | ---- | --- | -- | -- | -- | -- | --- | --- | --- | --- | --- | ---- | ---- | ---- | ---- |
| 2001                 | Yokohama BayStars      | 3    | 2    | 2    | 1   | 0    | 0   | 0  | 0   | 0    | 0   | 0  | 0  | 0  | 0  | 0   | 0   | 0   | 0   | 0   | .000 | .000 | .000 | .000 |
| 2002                 | Yokohama BayStars      | 42   | 73   | 66   | 11  | 22   | 4   | 1  | 2   | 34   | 7   | 0  | 0  | 3  | 0  | 4   | 1   | 0   | 13  | 1   | .333 | .371 | .515 | .887 |
| 2003                 | Yokohama BayStars      | 45   | 161  | 150  | 20  | 47   | 5   | 0  | 4   | 64   | 18  | 4  | 4  | 6  | 0  | 5   | 0   | 0   | 13  | 1   | .313 | .335 | .427 | .762 |
| 2004                 | Yokohama BayStars      | 94   | 369  | 338  | 55  | 97   | 11  | 1  | 17  | 161  | 45  | 2  | 7  | 12 | 1  | 18  | 0   | 0   | 42  | 7   | .287 | .322 | .476 | .798 |
| 2005                 | Yokohama BayStars      | 90   | 262  | 234  | 33  | 64   | 11  | 0  | 5   | 90   | 23  | 1  | 1  | 6  | 1  | 19  | 1   | 2   | 36  | 10  | .274 | .332 | .385 | .717 |
| 2006                 | Yokohama BayStars      | 124  | 439  | 402  | 41  | 115  | 15  | 2  | 4   | 146  | 34  | 8  | 3  | 7  | 3  | 22  | 0   | 5   | 64  | 9   | .286 | .329 | .363 | .692 |
| 2007                 | Yokohama BayStars      | 92   | 274  | 247  | 24  | 69   | 17  | 3  | 7   | 113  | 29  | 3  | 4  | 4  | 1  | 16  | 0   | 6   | 37  | 9   | .279 | .337 | .457 | .795 |
| 2008                 | Yokohama BayStars      | 135  | 544  | 500  | 83  | 189  | 37  | 1  | 14  | 270  | 67  | 2  | 3  | 5  | 4  | 31  | 1   | 4   | 49  | 7   | .378 | .416 | .540 | .956 |
| 2009                 | Yokohama BayStars      | 132  | 552  | 503  | 65  | 160  | 32  | 2  | 17  | 247  | 66  | 1  | 5  | 2  | 4  | 42  | 5   | 1   | 56  | 16  | .318 | .369 | .491 | .860 |
| 2010                 | Yokohama BayStars      | 144  | 637  | 577  | 75  | 182  | 36  | 4  | 9   | 253  | 66  | 1  | 2  | 3  | 4  | 47  | 1   | 6   | 51  | 17  | .315 | .371 | .438 | .809 |
| 2011                 | Fukuoka SoftBank Hawks | 114  | 463  | 429  | 48  | 145  | 21  | 3  | 12  | 208  | 74  | 4  | 0  | 0  | 7  | 25  | 1   | 2   | 48  | 3   | .338 | .371 | .485 | .856 |
| 2012                 | Fukuoka SoftBank Hawks | 138  | 567  | 523  | 44  | 157  | 21  | 3  | 7   | 205  | 53  | 6  | 4  | 0  | 7  | 31  | 6   | 6   | 36  | 12  | .300 | .342 | .392 | .734 |
| 2013                 | Fukuoka SoftBank Hawks | 144  | 633  | 570  | 76  | 180  | 33  | 1  | 19  | 272  | 92  | 1  | 0  | 0  | 5  | 46  | 0   | 12  | 47  | 23  | .316 | .376 | .477 | .853 |
| 2014                 | Fukuoka SoftBank Hawks | 122  | 534  | 488  | 50  | 150  | 26  | 1  | 18  | 232  | 74  | 0  | 0  | 0  | 7  | 34  | 6   | 5   | 48  | 5   | .307 | .354 | .475 | .829 |
| Statistiche：14 anni | Statistiche：14 anni   | 1419 | 5510 | 5029 | 626 | 1577 | 269 | 22 | 135 | 2295 | 648 | 33 | 33 | 48 | 44 | 340 | 22  | 49  | 540 | 120 | .314 | .360 | .456 | .819 |

Grassetto: Migliore Stagione della Central League o Pacific League

### World Baseball Classic
| Stagione            | Squadra             | G  | AP | AB | R | H  | 2B | 3B | HR | TB | RBI | SB | CS | SH | SF | BB | IBB | HBP | SO | DP | AVG  | OBP  | SLG  | OPS  |
| ------------------- | ------------------- | -- | -- | -- | - | -- | -- | -- | -- | -- | --- | -- | -- | -- | -- | -- | --- | --- | -- | -- | ---- | ---- | ---- | ---- |
| 2009                | Giappone            | 6  | 20 | 18 | 3 | 6  | 1  | 0  | 1  | 10 | 4   | 0  | 1  | 0  | 0  | 2  | 0   | 0   | 1  | 1  | .333 | .400 | .556 | .956 |
| 2013                | Giappone            | 6  | 25 | 23 | 4 | 8  | 0  | 1  | 1  | 13 | 4   | 1  | 2  | 0  | 0  | 1  | 0   | 1   | 3  | 1  | .348 | .400 | .565 | .965 |
| Statistiche：2 anni | Statistiche：2 anni | 12 | 45 | 41 | 7 | 14 | 1  | 1  | 2  | 23 | 8   | 1  | 3  | 0  | 0  | 3  | 0   | 1   | 4  | 2  | .341 | .400 | .561 | .961 |

## Numeri di maglia indossati
- n° 25 con i Yokohama BayStars (2001)
- n° 2 con i Yokohama BayStars (2002-2010)
- n° 24 con i Fukuoka SoftBank Hawks (2011)
- n° 1 con i Fukuoka SoftBank Hawks (2012-).